# Parlamento TV
TV Parlamento es un canal en línea gratuito que transmite las sesiones de las cámaras que componen la Asamblea General Legislativa de Uruguay.

## Transmisiones
Compone dos canales en línea que transmite en vivo, desde el Palacio Legislativo, las sesiones de la Cámara de Representantes y la Cámara Senadores. Dicho contenido, puede verse desde Vera TV.